# Zaira adscripta
Zaira adscripta är en tvåvingeart som först beskrevs av Wulp 1890.  Zaira adscripta ingår i släktet Zaira och familjen parasitflugor. Inga underarter finns listade i Catalogue of Life.